# Saint-Désir
Saint-Désir è un comune francese di 1 775 abitanti situato nel dipartimento del Calvados nella regione della Normandia.

## Società

### Evoluzione demografica
Abitanti censiti